# NGC 552
NGC 552 é uma estrela na direção da constelação de Pisces. O objeto foi descoberto pelo astrônomo William Herschel em 1784, usando um telescópio refletor com abertura de 18,6 polegadas. 